# حزب باطل کننده
حزب باطل‌کننده یک حزب سیاسی آمریکایی مستقر در کارولینای جنوبی در دهه 1830 بود. این حزب را که یک حزب سوم دانسته می‌شد جان سی کالهون در سال 1828 راه اندازی کرد. 